# 邢泰釗
邢泰釗（1958年11月23日—）是中華民國檢察官，現任中華民國第13任最高檢察署檢察總長。1985年司法官特考及格，與大法官呂太郎、司法院秘書長周占春同為司法官訓練所24期結業，歷任雲林、屏東、高雄等地檢署檢察長，後升任金門高分檢、花蓮高分檢檢察長、法務部政務次長、台北地檢署檢察長、臺灣高等檢察署檢察長。2022年受總統蔡英文提名，立法院同意任命為檢察總長。

## 生平
基層檢察官時期，曾擔任主任檢察官指揮偵查2000年發生的北市警察擄妓勒贖案，也曾與查緝黑金行動中心聯手偵辦過前立委、天道盟盟主羅福助。
任職台北地檢署檢察長時，偵辦過兆豐銀行案、樂陞案、永豐金弊案、遠雄集團弊案、周泓旭案、三中案、私菸案，後於2020年3月年升任高檢署檢察長。
2018年5月15日，原本起訴馬英九涉教唆洩密案一審吞敗上訴二審，15日高院宣判馬英九有罪，邢泰釗辦公室傳出長達約3秒的歡呼聲「oh」，附近辦公室都能聽見。
臺灣高等檢察署檢察長任內，銀行經理諸慶恩被控偽造定存單，判刑後病故，高等檢察署多次聲請再審均遭駁回。2021年1月18日法務部公布富商翁茂鍾與檢調、司法人員宴請、餽贈等不當往來調查報告，超過20名檢察官、法官遭調查送辦。高檢署將與翁茂鍾有關的怡華公司財務副總吳仙富偽造有價證券自首案、怡安公司內線交易案、諸慶恩偽造定存單案、應華炒股案等4件刑案發回重啟調查。
2022年2月16日，中華民國檢察官協會公布檢察總長票選推薦結果，邢泰釗得票552票過半，為第一高票，寫下票選推薦史上最高得票紀錄。2022年4月26日，立法院行使檢察總長人事同意權，以同意票65張，不同意票0張、無效票0張，同意邢泰釗為最高檢察署檢察總長，國民黨立法院黨團未出席投票。
最高檢察署檢察總長任內，主張諸慶恩案為冤案，應受無罪判決，向最高法院提起非常上訴成功後聲請再審，並認為應制定妨害司法公正罪，防止類似翁茂鍾不當接觸司法人員導致冤案情形再度發生。
2023年憲法法庭判決《毒品危害防制條例》販賣一級毒品罪最低法定刑為無期徒刑，屬部分違憲。邢泰釗為五位聲請人提起非常上訴。

## 外部連結
- 最高檢察署-檢察總長簡介 （页面存档备份，存于）
- 台北地檢署-歷任首長 （页面存档备份，存于）

| 司法职务      | 司法职务                             | 司法职务    |
| ------------- | ------------------------------------ | ----------- |
| 前任： 江惠民 | 最高法院檢察署檢察總長 2022年5月8日- | 繼任： 未定 |